# 徳島文化女子短期大学
徳島文化女子短期大学（とくしまぶんかじょしたんきだいがく）は、徳島県徳島市南矢三町1丁目12番地77に本部を置いていた日本の私立大学である。1964年に設置され、1998年に廃止された。

## 概要

### 大学全体
- 徳島県徳島市に所在した日本の私立短期大学で、設置主体は学校法人徳島文化服装学院[1]。
- 1964年に開学[2]。設置学科は家政科のみで[3]、当初は入学総定員40名[注 1]、のち一学年定員が70名の小規模であった。
- 1992年度の入学生を最後に[注釈 2]、短期大学としての使命を終える[注釈 3]。

### 教育および研究
- 1933年創立の徳島和洋裁縫学校における教育が伝授されたことから、服飾教育には力を入れていた様子がうかがえる。ほか、栄養士養成も執り行っていた。

### 学風および特色
- 入学選考は書類専攻と面接のみと学科試験のない短大で、願書締切日が4月5日だった時期もあった。

## 沿革
- 1933年
  - 徳島和洋裁縫学校が創立される。
- 1964年
  - 3月23日 学校法人徳島文化服装学院の設立が認可される[13]。
  - 3月31日 左記を以て文部省[注 2]より短期大学の設置が認可される[14]。
  - 4月1日 徳島文化女子短期大学が以下の学科体制にて開学する。
    - 家政科 入学定員40名[15]
- 1971年
  - 4月1日 家政科を以下の通り専攻分離する[16]。
    - 食物栄養専攻 入学定員40名[注釈 4]　
    - 服飾デザイン専攻 入学定員30名[注釈 4]
- 1983年
  - 4月1日 この年より休校中となる[注 3]
- 1989年
  - 4月1日 募集を再開[注 4]
- 1992年
  - 4月1日 この年を最後に募集終了[注釈 2]。
- 1998年
  - 6月26日 左記をもって正式に廃校となる[注釈 3]。

## 基礎データ

### 所在地
- 徳島県徳島市南矢三町1丁目12番地77[注釈 1]

### 象徴
- 真ん中に「女大」の文字が縦書きに記されている[22]。

## 教育および研究

### 組織

#### 学科
- 家政科[注 5]
  - 服飾デザイン専攻 30名
  - 食物栄養専攻 40名

#### 専攻科
- なし

#### 別科
- なし

#### 取得資格について
資格
- 栄養士：家政科食物栄養専攻にて設置されていた[9]。

教職課程
- 中学校教諭二種免許状（家庭・保健）[9]。
  - 家政科服飾デザイン専攻
  - 食物栄養専攻

#### 学生数
| 学科   | 専攻名       | 入学定員 | 総定員 |
| ------ | ------------ | -------- | ------ |
| 家政科 | 服飾デザイン | 30       | 60     |
| 〃     | 食物栄養     | 40       | 80     |

##### 年度別学生数
| 年度            | 学生総数/学生定員総数 | 参照および備考                     |
| --------------- | --------------------- | ---------------------------------- |
| 1964年          | 18/40                 | [ 25 ]                             |
| 1965年          | 48/80                 | [ 26 ]                             |
| 1966年          | 99/80                 | [ 27 ]                             |
| 1967年          | 95/80                 | [ 28 ]                             |
| 1968年          | 101/80                | [ 29 ]                             |
| 1970年          | 89/140                | [ 30 ]                             |
| 1971年          | 71/140                | [ 31 ]                             |
| 1972年          | 22/140                | [ 32 ]                             |
| 1973年          | 21/140                | [ 33 ]                             |
| 1975年          | 3/140                 | [ 34 ]                             |
| 1976年          | 6/140                 | [ 35 ]                             |
| 1977年          | 8/140                 | [ 36 ]                             |
| 1978年          | 不明/140              | [ 注 6 ]                           |
| 1979年          | 5/140                 | [ 38 ]                             |
| 1980年          | 18/140                | [ 39 ]                             |
| 1981年          | 16/70?                | [ 40 ]                             |
| 1982年          | 1/70?                 | [ 41 ]                             |
| 1983年 - 1989年 | 休校中                | [ 注 7 ]                           |
| 1990年          | 8/70?                 | [ 注 8 ]                           |
| 1991年          | 3/140?                | [ 注 9 ]                           |
| 1992年          | 6/140?                | [ 51 ]                             |
| 1993年-1997年   | 休校中                | [ 52 ] [ 53 ] [ 54 ] [ 55 ] [ 56 ] |

## 大学関係者と組織

### 大学関係者一覧

#### 大学関係者
歴代学長
- 三苫正雄
- 茂木茂八
- 河村文恵
- 谷山兵三
- 河村文恵（再）

理事長
- 安久祐作

## 施設

### キャンパス
- 校舎は鉄筋4階建となっていた[注 10]。

## 卒業後の進路について

### 就職について
- 家政科
  - 服飾デザイン専攻：デザイナーとして活躍している人が多いといわれている[22]。
  - 食物栄養専攻：栄養士として病院や福祉施設、学校などに勤務している人が多かった[22]。